# Marilia wrighti
Marilia wrighti är en nattsländeart som beskrevs av Banks 1924. Marilia wrighti ingår i släktet Marilia och familjen böjrörsnattsländor. Inga underarter finns listade i Catalogue of Life.